# Lijst van voetbalinterlands Andorra - Wales
Deze lijst van voetbalinterlands is een overzicht van alle officiële voetbalwedstrijden tussen de nationale voetbalteams van Andorra en Wales. De landen hebben tot op heden twee keer tegen elkaar gespeeld. De eerste ontmoeting, een kwalificatiewedstrijd voor het Europees kampioenschap voetbal 2016, werd gespeeld in Andorra la Vella op 9 september 2014. Het laatste duel, de returnwedstrijd in dezelfde kwalificatiereeks, vond plaats op 13 oktober 2015 in Cardiff.

## Wedstrijd
| № | Plaats           | Datum            | Competitie           | Wedstrijd       | Uitslag |
| - | ---------------- | ---------------- | -------------------- | --------------- | ------- |
| 1 | Andorra la Vella | 9 september 2014 | EK 2016 kwalificatie | Andorra − Wales | 1 − 2   |
| 2 | Cardiff          | 13 oktober 2015  | EK 2016 kwalificatie | Wales − Andorra | 2 − 0   |

## Samenvatting
| Competitie      | Totaal gespeeld | Winst Andorra | Gelijk | Winst Wales | Doelsaldo Andorra – Wales |
| --------------- | --------------- | ------------- | ------ | ----------- | ------------------------- |
| EK-kwalificatie | 2               | 0             | 0      | 2           | 1 − 4                     |
| Totaal          | 2               | 0             | 0      | 2           | 1 − 4                     |

Wedstrijden bepaald door strafschoppen worden, in lijn met de FIFA, als een gelijkspel gerekend.

## Details

### Eerste ontmoeting
| EK 2016 kwalificatie (scheidsrechter Slavko Vinčić, Andorra la Vella, 9 september 2014):                                                               |              | |
| Andorra | 1 – 2        | Wales |
| Ildefons Lima 6' (pen.) | goals        | 22' Gareth Bale 81' Gareth Bale |
| Koldo Álvarez | bondscoach   | Chris Coleman |
| Ferran Pol Ildefons Lima Jordi Rubio Emili García Marc Vales Cristian Martínez 83' David Maneiro Edu Peppe 53' Gabi Reira Iván Lorenzo Josep Ayala 86' | opstellingen | Wayne Hennessey Chris Gunter Neil Taylor Ashley Williams James Chester Ben Davies Gareth Bale 76' Andy King Joe Allen 90+4' Aaron Ramsey 62' Simon Church |
| Marcio Vieira 53' Óscar Sonejee 83' Julià Sánchez 86'                                                                                                  | wissels      | 62' Joe Ledley 76' George Williams 90+4' Emyr Huws |
| Edu Peppe 45' Iván Lorenzo 68' David Maneiro 69' Marcio Vieira 76' Gabi Riera 81' Marc Vales 90+5'                                                     | gele kaarten | 45' Joe Allen 59' Simon Church |

### Tweede ontmoeting
| EK 2016 kwalificatie (scheidsrechter Kevin Blom, Cardiff, 13 oktober 2015):                                                                                      |              | |
| Wales | 2 – 0        | Andorra |
| Aaron Ramsey 50' Gareth Bale 87' | goals        | |
| Chris Coleman | bondscoach   | Koldo Álvarez |
| Wayne Hennessey Chris Gunter Ashley Williams James Chester Ben Davies Gareth Bale Hal Robson-Kanu 23' Aaron Ramsey David Vaughan Jonathan Williams 86' Sam Vokes | opstellingen | Ferran Pol Ildefons Lima 70' Óscar Sonejee Adri Rodrígues Moisés San Nicolás Jordi Rubio Max Llovera Marcio Vieira 12' Victor Moreira 81' Iván Lorenzo Aaron Sánchez |
| David Edwards 23' 46' Tom Lawrence 46' Simon Church 86' | wissels      | 12' Gabi Riera 70' Josep Ayala 81' Marc García Renom |
| David Vaughan 33' Ashley Williams 57' | gele kaarten | 15' Ildefons Lima 49' Iván Lorenzo 57' Jordi Rubio 57' Marcio Vieira 65' Ferran Pol 78' Adri Rodrígues 82' Josep Ayala                                               |
| - Debuut van Tom Lawrence (Blackburn Rovers) voor Wales. - Wales kwalificeert zich voor het Europees kampioenschap voetbal 2016 in Frankrijk.                    |              | |

FAF · A-internationals · Statistieken · Bondscoaches · Andorrees vrouwenelftal · Andorra U21 · Andorra U20 · Andorra U19 · Andorra U18 · Andorra U17 · Andorra U16
1990 – 1999 · 2000 – 2009 · 2010 – 2019 · 2020 − 2029
1996 · 1997 · 1998 · 1999 · 2000 · 2001 · 2002 · 2003 · 2004 · 2005 · 2006 · 2007 · 2008 · 2009 · 2010 · 2011 · 2012 · 2013 · 2014 · 2015 · 2016 · 2017 · 2018 · 2019 · 2020 · 2021 · 2022 · 2023 · 2024
Albanië ·
Armenië ·
Azerbeidzjan ·
België ·
Bolivia ·
Bosnië en Herzegovina ·
Brazilië ·
Bulgarije ·
China ·
Cyprus ·
Engeland ·
Equatoriaal-Guinea ·
Estland ·
Faeröer ·
Finland ·
Frankrijk ·
Gabon ·
Georgië ·
Gibraltar ·
Grenada ·
Hongarije ·
Ierland ·
IJsland ·
Indonesië ·
Israël ·
Kaapverdië ·
Kazachstan ·
Kosovo ·
Kroatië ·
Letland ·
Liechtenstein ·
Litouwen ·
Malta ·
Moldavië ·
Nederland ·
Noord-Ierland ·
Noord-Macedonië ·
Oekraïne ·
Oostenrijk ·
Polen ·
Portugal ·
Qatar ·
Roemenië ·
Rusland ·
Saint Kitts en Nevis ·
San Marino ·
Slowakije ·
Spanje ·
Tsjechië ·
Turkije ·
Verenigde Arabische Emiraten ·
Wales ·
Wit-Rusland ·
Zuid-Afrika ·
Zwitserland
FAW · A-internationals · Bondscoaches · Statistieken · Welsh vrouwenelftal · Brits olympisch elftal · Wales U21 · Wales U20 · Wales U19 · Wales U18 · Wales U17 · Wales U16
1876 – 1899 ·
1900 – 1919 ·
1920 – 1929 ·
1930 – 1939 ·
1940 – 1949 ·
1950 – 1959 ·
1960 – 1969 ·
1970 – 1979 ·
1980 – 1989 ·
1990 – 1999 ·
2000 – 2009 ·
2010 – 2019 ·
2020 − 2029
EK 2016 · 
EK 2020
WK 1958
1876 · 
1877 · 
1878 · 
1879 · 
1880 · 
1881 · 
1882 · 
1883 · 
1884 · 
1885 · 
1886 · 
1887 · 
1888 · 
1889 · 
1890 · 
1891 · 
1892 · 
1893 · 
1894 · 
1895 · 
1896 · 
1897 · 
1898 · 
1899 · 
1900 · 
1901 · 
1902 · 
1903 · 
1904 · 
1905 · 
1906 · 
1907 · 
1908 · 
1909 · 
1910 · 
1911 · 
1912 · 
1913 · 
1914 · 
1915 · 1916 · 1917 · 1918 · 1919 · 
1920 · 
1921 · 
1922 · 
1923 · 
1924 · 
1925 · 
1926 · 
1927 · 
1928 · 
1929 · 
1930 · 
1931 · 
1932 · 
1933 · 
1934 · 
1935 · 
1936 · 
1937 · 
1938 · 
1939 · 
1940 · 1941 · 1942 · 1943 · 1944 · 1945 · 
1946 · 
1947 · 
1948 · 
1949 · 
1950 · 
1952 · 
1952 · 
1953 · 
1954 · 
1955 · 
1956 · 
1957 · 
1958 · 
1959 · 
1960 · 
1961 · 
1962 · 
1963 · 
1964 · 
1965 · 
1966 · 
1967 · 
1968 · 
1969 · 
1970 · 
1971 · 
1972 · 
1973 · 
1974 · 
1975 · 
1976 · 
1977 · 
1978 · 
1979 · 
1980 · 
1981 · 
1982 · 
1983 · 
1984 · 
1985 · 
1986 · 
1987 · 
1988 · 
1989 · 
1990 · 
1991 · 
1992 · 
1993 · 
1994 · 
1995 · 
1996 · 
1997 · 
1998 · 
1999 · 
2000 · 
2001 · 
2002 · 
2003 · 
2004 · 
2005 · 
2006 · 
2007 · 
2008 · 
2009 · 
2010 · 
2011 · 
2012 · 
2013 · 
2014 · 
2015 · 
2016 · 
2017 ·
2018 ·
2019 ·
2020 ·
2021 ·
2022 ·
2023
Albanië ·
Andorra ·
Argentinië ·
Armenië ·
Australië ·
Azerbeidzjan ·
België ·
Bosnië en Herzegovina ·
Brazilië ·
Bulgarije ·
Canada ·
Chili ·
China ·
Costa Rica ·
Cyprus ·
DDR ·
Denemarken ·
Duitsland ·
Engeland ·
Estland ·
Faeröer ·
Finland ·
Frankrijk ·
Georgië ·
Gibraltar ·
Griekenland ·
Hongarije ·
Ierland ·
IJsland ·
Iran ·
Israël ·
Italië ·
Jamaica ·
Japan ·
Joegoslavië ·
Kazachstan ·
Koeweit ·
Kroatië ·
Letland ·
Liechtenstein ·
Luxemburg ·
Malta ·
Mexico ·
Moldavië ·
Montenegro ·
Nederland ·
Nieuw-Zeeland ·
Noord-Ierland ·
Noord-Macedonië ·
Noorwegen ·
Oekraïne ·
Oostenrijk ·
Panama ·
Paraguay ·
Polen ·
Portugal · 
Qatar ·
Roemenië ·
Rusland ·
San Marino ·
Saoedi-Arabië ·
Schotland ·
Servië ·
Servië en Montenegro ·
Slovenië ·
Slowakije ·
Sovjet-Unie ·
Spanje ·
Trinidad & Tobago ·
Tsjechië ·
Tsjecho-Slowakije ·
Tunesië ·
Turkije ·
Uruguay ·
Verenigde Staten ·
Wit-Rusland ·
Zuid-Korea ·
Zweden ·
Zwitserland
Engeland (2016) · 
Denemarken (2021) · 
Italië (2021) · 
Rusland (2016) ·
Slowakije (2016) · 
Turkije (2021) · 
Zwitserland (2021)